# Marc Almond
Peter Mark Sinclair Almond (Leeds, 9 de julho de 1957), mais conhecido como Marc Almond, é um cantor e compositor britânico. Almond começou se apresentando e gravando no duo de synthpop/new wave Soft Cell. Também possui uma carreira solo diversificada. Suas colaborações incluem um dueto com Gene Pitney no single número um no Reino Unido em 1989 "Something's Gotten Hold of My Heart". Almond vendeu mais de 30 milhões de discos no mundo todo.
Ele passou um mês em coma após um acidente de moto quase fatal em 2004 e mais tarde tornou-se um patrono da caridade cerebral. Ele foi apontado Oficial da Ordem do Império Britânico (OBE) nas honras de ano novo em 2018 por seus  serviços para a arte e cultura.

## Vida pessoal
Almond foi iniciado no Satanismo LaVey por Anton LaVey, fundador da Igreja de Satã, na Black House. Em 2020, havia se convertido ao neodruidismo.
Em resposta ao recebimento da OBE aos 60 anos, Almond afirmou que continuaria "um pouco" antissistema, mas ressaltou: "Não posso mais ser um rebelde. Acho que é hora de deixar isso para os mais jovens".
Almond é disléxico e autista, o que descobriu tardiamente.

## Discografia

### Discografia solo
- Vermin in Ermine (1984)
- Stories of Johnny (1985)
- Mother Fist and Her Five Daughters (1987)
- The Stars We Are (1988)
- Jacques (1989)
- Enchanted (1990)
- Tenement Symphony (1991)
- Absinthe (1993)
- Fantastic Star (1996)
- Open All Night (1999)
- Stranger Things (2001)
- Heart on Snow (2003)
- Stardom Road (2007)
- Orpheus in Exile (2009)
- Varieté (2010)
- Feasting with Panthers (2011)
- The Tyburn Tree (2014)
- The Dancing Marquis (2014)
- Ten Plagues - A Song Cycle (2014)
- The Velvet Trail (2015)
- Against Nature (2015)
- Silver City Ride (2016)
- Shadows and Reflections (2017)